# Łabędzi śpiew (film)
Łabędzi śpiew – polska komedia obyczajowa z roku 1988 w reżyserii Roberta Glińskiego.

## Obsada
- Jan Peszek − jako Stefan Dziedzic, scenarzysta filmowy
- Grażyna Barszczewska − jako Ewa, żona Stefana, aktorka

oraz:
- Bogdan Baer − jako dyrektor wytwórni filmowej
- Jolanta Piętek-Górecka − jako bohaterka pomysłów Dziedzica
- Tomasz Zygadło − jako Zięba, reżyser filmowy
- Leon Niemczyk − jako Rogoziński, reżyser filmowy
- Bronisław Pawlik − jako Zyga, reżyser filmowy
- Magdalena Zawadzka − jako Lena, przyjaciółka Ewy
- Maria Probosz − jako asystentka dentysty
- Ludwik Benoit − jako miłośnik kaktusów
- Bogusław Sochnacki − jako oficer milicji
- Bogusław Sobczuk − jako dentysta
- Jerzy Matula − jako asystent reżysera
- Kazimierz Iwiński − jako wytworny pan kupujący samochód
- Ryszard Kotys − jako celnik
- Jan Himilsbach − jako starszy mężczyzna
- Maria Chwalibóg − jako bibliotekarka na prowincji
- Tomasz Lengren − jako działacz na prowincji
- Maja Barełkowska
- Hanna Bieluszko
- Jan Hencz
- Jolanta Fajkowska − jako dziennikarka Teleexpressu
- Jan Paweł Kruk − jako Henryk Dąbrowski, mechanik samochodowy

i inni

## Nagrody
- 1988 - nagroda za reżyserię na Festiwalu Polskich Filmów Fabularnych
- 1988 - nagroda Fundacji Kultury Polskiej dla Jana Peszka na Festiwalu Polskich Filmów Fabularnych
- 1989 - Nagroda Szefa Kinematografii dla Roberta Glińskiego za twórczość filmową w dziedzinie filmu fabularnego za reżyserię
- 1989 - Nagroda Szefa Kinematografii dla Bolesława Michałka za twórczość filmową w dziedzinie filmu fabularnego za scenariusz